# Campionati europei di atletica leggera 2010 - 400 metri ostacoli femminili
La competizione si è svolta tra il 27 ed il 30 luglio 2010.

## Record
Prima di questa competizione, il record del mondo (RM), il record europeo (EU) ed il record dei campionati (RC) sono i seguenti:
| Record                | Prestazione | Atleta                            | Data                                     | Competizione             |
| --------------------- | ----------- | --------------------------------- | ---------------------------------------- | ------------------------ |
| Record mondiale       | 52"34       | Yuliya Pechonkina Russia          | 8 agosto 2003 Tula, Russia               |                          |
| Record europeo        | 52"34       | Yuliya Pechonkina Russia          | 8 agosto 2003 Tula, Russia               |                          |
| Record dei campionati | 53"32       | Marina Stepanova Unione Sovietica | 30 agosto 1986 Stoccarda, Germania Ovest | Europei di atletica 1986 |

## Programma
| Data           | Ora   | Turno      |
| -------------- | ----- | ---------- |
| 27 luglio 2010 | 10:00 | 1º turno   |
| 28 luglio 2010 | 20:15 | Semifinali |
| 30 luglio 2010 | 21:40 | Finale     |

## 1º turno
Passano i primi 3 in ogni batteria (Q) e i 4 migliori tempi (q)

### Batteria 1
| Pos. | Corsia | Nome                 | Nazionalità | T.reazione | Tempo | Note                                     |
| ---- | ------ | -------------------- | ----------- | ---------- | ----- | ---------------------------------------- |
| 1    | 6      | Angela Moroşanu      | Romania     | 0"221      | 55"11 | Q                                        |
| 2    | 4      | Perri Shakes-Drayton | Regno Unito | 0"331      | 55"35 | Q                                        |
| 3    | 7      | Hanna Titimets       | Ucraina     | 0"295      | 55"58 | Q,                                       |
| 4    | 2      | Manuela Gentili      | Italia      | 0"190      | 56"14 | q                                        |
| 5    | 3      | Nikolina Horvat      | Croazia     | 0"255      | 56"64 | Miglior prestazione personale stagionale |
| 6    | 8      | Stine Tomb           | Norvegia    | 0"217      | 57"10 | Miglior prestazione personale            |
| 7    | 5      | Sofie Persson        | Svezia      |            | 57"23 | Miglior prestazione personale            |
| 8    | 1      | Justine Kinney       | Irlanda     | 0"196      | 57"39 |                                          |

### Batteria 2
| Pos. | Corsia | Nome                              | Nazionalità | T.reazione | Tempo | Note                                     |
| ---- | ------ | --------------------------------- | ----------- | ---------- | ----- | ---------------------------------------- |
| 1    | 3      | Zuzana Hejnová                    | Rep. Ceca   | 0"186      | 55"36 | Q                                        |
| 2    | 7      | Yevgeniya Isakova                 | Russia      | 0"255      | 55"64 | Q                                        |
| 3    | 6      | Élodie Ouédraogo                  | Bulgaria    | 0"231      | 55"80 | Q,                                       |
| 4    | 8      | Anna Jaroščuk                     | Ucraina     | 0"322      | 55"88 | q                                        |
| 5    | 1      | Michelle Carey                    | Irlanda     | 0"295      | 57"58 | Miglior prestazione personale stagionale |
| 6    | 4      | Birsen Engin                      | Turchia     | 0"200      | 58"19 |                                          |
| 7    | 2      | Kristín Birna Ólafsdóttir-Johnson | Islanda     | 0"182      | 58"34 |                                          |
| 8    | 5      | Laia Forcadell                    | Spagna      |            | 58"80 |                                          |

### Batteria 3
| Pos. | Corsia | Nome             | Nazionalità | T.reazione | Tempo | Note                                     |
| ---- | ------ | ---------------- | ----------- | ---------- | ----- | ---------------------------------------- |
| 1    | 2      | Vania Stambolova | Bulgaria    | 0"232      | 54"77 | Q                                        |
| 2    | 8      | Eilidh Child     | Regno Unito | 0"189      | 55"82 | Q                                        |
| 3    | 6      | Natalya Ivanova  | Russia      | 0"243      | 55"83 | Q                                        |
| 4    | 1      | Zuzana Bergrová  | Rep. Ceca   | 0"242      | 56"55 | q                                        |
| 5    | 4      | Patrícia Lopes   | Portogallo  | 0"326      | 56"78 | Miglior prestazione personale            |
| 6    | 3      | Ilona Ranta      | Finlandia   | 0"209      | 56"94 | Miglior prestazione personale stagionale |
| 7    | 5      | Brona Furlong    | Irlanda     | 0"320      | 58"13 |                                          |
| 8    | 7      | Özge Gürler      | Turchia     | 0"210      | 58"98 |                                          |

### Batteria 4
| Pos. | Corsia | Nome                  | Nazionalità | T.reazione | Tempo   | Note                                     |
| ---- | ------ | --------------------- | ----------- | ---------- | ------- | ---------------------------------------- |
| 1    | 3      | Natalya Antyukh       | Russia      | 0"249      | 54"29   | Q                                        |
| 2    | 4      | Fabienne Kohlmann     | Germania    | 0"187      | 55"69   | Q,                                       |
| 3    | 1      | Ieva Zunda            | Lettonia    | 0"262      | 56"02   | Q,                                       |
| 4    | 7      | Marzena Koscielniak   | Polonia     | 0"449      | 56"52   | q,                                       |
| 5    | 6      | Sara Petersen         | Danimarca   | 0"242      | 57"28   | Miglior prestazione personale stagionale |
| 6    | 2      | Anastasiya Rabchenyuk | Ucraina     | 0"239      | 57"72   |                                          |
| 7    | 8      | Kristina Volfová      | Rep. Ceca   | 0"294      | 58"42   |                                          |
| 8    | 5      | Amaliya Sharoyan      | Armenia     |            | 1'03"37 |                                          |

### Sommario
| Pos. | Batteria | Corsia | Nome                              | Nazionalità | T.reazione | Tempo   | Note                                     |
| ---- | -------- | ------ | --------------------------------- | ----------- | ---------- | ------- | ---------------------------------------- |
| 1    | 4        | 3      | Natalya Antyukh                   | Russia      | 0"249      | 54"29   | Q                                        |
| 2    | 3        | 2      | Vania Stambolova                  | Bulgaria    | 0"232      | 54"77   | Q                                        |
| 3    | 1        | 6      | Angela Moroşanu                   | Romania     | 0"221      | 55"11   | Q                                        |
| 4    | 1        | 4      | Perri Shakes-Drayton              | Regno Unito | 0"331      | 55"35   | Q                                        |
| 5    | 2        | 3      | Zuzana Hejnová                    | Rep. Ceca   | 0"186      | 55"36   | Q                                        |
| 6    | 1        | 7      | Hanna Titimets                    | Ucraina     | 0"295      | 55"58   | Q,                                       |
| 7    | 2        | 7      | Yevgeniya Isakova                 | Russia      |            | 55"64   | Q                                        |
| 8    | 4        | 4      | Fabienne Kohlmann                 | Germania    | 0"449      | 55"69   | Q,                                       |
| 9    | 2        | 6      | Élodie Ouédraogo                  | Belgio      |            | 55"80   | Q,                                       |
| 10   | 3        | 8      | Eilidh Child                      | Germania    | 0"231      | 55"82   | Q                                        |
| 11   | 3        | 6      | Natalya Ivanova                   | Russia      | 0"243      | 55"83   | Q                                        |
| 12   | 2        | 8      | Anna Jaroščuk                     | Ucraina     | 0"322      | 55"88   | q                                        |
| 13   | 4        | 1      | Ieva Zunda                        | Lettonia    | 0"262      | 56"02   | Q,                                       |
| 14   | 1        | 2      | Manuela Gentili                   | Italia      | 0"190      | 56"14   | q                                        |
| 15   | 4        | 7      | Marzena Koscielniak               | Polonia     | 0"449      | 56"52   | q,                                       |
| 16   | 3        | 1      | Zuzana Bergrová                   | Rep. Ceca   | 0"242      | 56"55   | q                                        |
| 17   | 1        | 3      | Nikolina Horvat                   | Croazia     | 0"255      | 56"64   | Miglior prestazione personale stagionale |
| 18   | 3        | 4      | Patrícia Lopes                    | Portogallo  | 0"326      | 56"78   | Miglior prestazione personale            |
| 19   | 3        | 3      | Ilona Ranta                       | Finlandia   | 0"209      | 56"94   | Miglior prestazione personale stagionale |
| 20   | 1        | 8      | Stine Tomb                        | Norvegia    | 0"217      | 57"10   | Miglior prestazione personale            |
| 21   | 1        | 5      | Sofie Persson                     | Svezia      |            | 57"23   | Miglior prestazione personale            |
| 22   | 4        | 6      | Sara Petersen                     | Danimarca   | 0"242      | 57"28   | Miglior prestazione personale stagionale |
| 23   | 1        | 1      | Justine Kinney                    | Irlanda     | 0"196      | 57"39   |                                          |
| 24   | 2        | 1      | Michelle Carey                    | Irlanda     | 0"295      | 57"58   | Miglior prestazione personale stagionale |
| 25   | 4        | 2      | Anastasiya Rabchenyuk             | Ucraina     | 0"239      | 57"72   |                                          |
| 26   | 3        | 5      | Brona Furlong                     | Irlanda     | 0"320      | 58"13   |                                          |
| 27   | 2        | 4      | Birsen Engin                      | Turchia     | 0"200      | 58"19   |                                          |
| 28   | 2        | 2      | Kristín Birna Ólafsdóttir-Johnson | Islanda     | 0"182      | 58"34   |                                          |
| 29   | 4        | 8      | Kristina Volfová                  | Rep. Ceca   | 0"294      | 58"42   |                                          |
| 30   | 2        | 5      | Laia Forcadell                    | Spagna      |            | 58"80   |                                          |
| 31   | 3        | 7      | Özge Gürler                       | Turchia     | 0"210      | 58"98   |                                          |
| 32   | 4        | 5      | Amaliya Sharoyan                  | Armenia     |            | 1'03"37 |                                          |